# UB-612 2019冠状病毒病疫苗
UB-612，全称聯亞新冠肺炎疫苗、簡稱聯亞疫苗，是一款由台湾聯亞生技開發、 Vaxxinity（由COVAXX與聯腦科學合併創立）和DASA共同开发的2019冠状病毒病疫苗，是一种蛋白质亚基疫苗。疫苗計畫主持人為中國醫藥大學附設醫院感染管控中心副院長黃高彬。
该款疫苗正在台湾进行第二期临床实验中，規劃在2021年11月中下旬進行試驗解盲。

## 開發進度

### 臨床試驗
- 2020年9月，聯亞新冠肺炎疫苗在台灣展開一期試驗，招收60人進行測試。[4]
- 2021年1月，聯亞新冠肺炎疫苗在台灣展開二期試驗，招收約3850人進行測試，預計在同年六月底公布結果。[2]
- 2021年2月，聯亞新冠肺炎疫苗在台灣展開二、三期試驗，招收約7320人進行測試。[5]

### 二期期中分析
- 2021年6月27日，聯亞生技進行二期臨床試驗期中分析報告表示，UB-612疫苗安全性與耐受性良好，所有受試者未出現與疫苗相關的嚴重不良反應，規劃在今年11月中下旬進行試驗解盲。另外，聯亞生技表示，已獲印度政府許可進行1.1萬人三期臨床。[3]

| 安全性與耐受性與免疫生成性數據 | 安全性與耐受性與免疫生成性數據 | 安全性與耐受性與免疫生成性數據 |
| ------------------------------ | ------------------------------ | ------------------------------ |
|                                | 不區分年齡組                   | 20~64歲之疫苗組                |
| 血清陽轉率（SCR）              | 95.65%                         | 88.57%                         |
| 中和抗體效價（GMT Titer）      | 102.3                          |                                |
| 解盲數據（全身性）             |                                |                                |
| 全身不良事件                   | 疫苗組                         | 安慰劑組                       |
| 發燒                           | 1.93%                          | 1.81%                          |
| 疲勞                           | 37.47%                         | 38.34%                         |
| 肌肉酸痛                       | 35.69%                         | 17.72%                         |
| 頭痛                           | 17.01%                         | 18.63%                         |
| 腹瀉                           | 10.23%                         | 9.95%                          |
| 解盲數據（局部性）             |                                |                                |
| 局部不良事件                   | 疫苗組                         | 安慰劑組                       |
| 注射處疼痛                     | 64.59%                         | 23.33%                         |
| 注射處紅腫                     | 34.06%                         | 5.61%                          |

## 授權與認證
- 2021年5月28日，聯亞生技與台湾衛福部疾管署簽約500萬劑COVID-19疫苗[6]。
- 6月30日，聯亞生技向衛福部食藥署申請UB-612新冠肺炎疫苗緊急使用授權。[7]

### 緊急使用授權（EUA）
- 8月15日，衛福部食藥署召開專家委員會會議，來自化學製造管制、藥學、毒理學、臨床醫學、公衛、法律及醫學倫理的22位專家經討論後[8]，有17人投下反對票，4人認為應補件再議，建議不發出緊急使用授權[9]。衛福部在16日公佈聯亞UB-612疫苗的緊急使用授權審查沒有通過，連帶導致其股價當日下跌超過50%[10][11]。

#### 聯亞聲明
- 2021年8月16日，聯亞生技發出三點聲明，除了表達遺憾，也表示將向醫藥品查驗公司及食藥署提出申訴，提議以Delta變異株，再與聯亞COVID-19疫苗和AZ疫苗產生的抗體力價做比較[12][13]。
- 8月22日，聯亞生技在當日下午召開「感恩記者會」，並發出新聞稿：公布「UB-612疫苗」成效三項重要數據及將向CDE及TFDA提起申訴[14][15]，更宣布將發展次世代「UB-613疫苗」將在印度進行三期臨床試驗[16]。聯亞集團董事長特別助理彭文君於記者會表示，聯亞的UB-612新冠疫苗副作用較其他疫苗溫和，發燒、頭痛、疲倦少很多，只有注射部位疼痛，甚至不引起血栓、不會心肌發炎、不會神經麻痺等，是全球最安全的疫苗之一。[17]
- 8月27日，聯亞生技發出聲明指出，「聯亞UB-612疫苗」有望對抗Delta病毒株，近期會整理相關數據，送請新藥評審中心（CDE）及食藥署重新審查[18][19]。
- 9月6日，聯亞公布第三劑分析結果，受試者接受第三劑UB-612疫苗施打後，對武漢原生型病毒株的中和抗體之幾何平均效價值達4018，高於高端疫苗與輝瑞-BNT疫苗，並重申將在近期申請EUA[20]。